# Rogassa
Rogassa est une commune de la wilaya d'El Bayadh en Algérie.

## Géographie

### Situation
Le territoire de la commune de Rogassa se situe au nord de la wilaya d'El Bayadh.
| Bougtoub     | Maamora, Aïn Sekhouna (Wilaya de Saïda) | Sidi Abderrahmane (Wilaya de Tiaret) |
| Kef El Ahmar | Rogassa                                 | Cheguig                              |
| Kef El Ahmar | El Mehara                               | El Bayadh                            |

### Localités de la commune
La commune de Rogassa est composée de quinze localités : Aïn Sfa, Cheritate, Dehara (Ouled Safi, Medadha), Douayate, El Mouahdi, Guenadza, Laasara, Lamaatla, Merazig, Ouled Amara, Ouled Belel, Ouled Maala, Ouled Tayeb, Rogassa et Zaouia.